# Shepherdsville
Shepherdsville – miasto w Stanach Zjednoczonych, w stanie Kentucky, siedziba administracyjna hrabstwa Bullitt.